# Рафибеков, Худадат-бек Алекпер-бек оглы
Худадат-бек Алекпер-бек оглы Рафибеков (Рафибейли) (азерб. Xudadat bəy Ələkbər bəy oğlu Rəfibəyli; 1878, Елизаветполь — 1920, остров Наргин близ Баку) — министр здравоохранения и социального обеспечения (министр здравия и призрения) Азербайджанской Демократической Республики (17 июня 1918 — 26 декабря 1918), с 6 мая 1919 — Гянджинский губернатор. Выпускник медицинского факультета Харьковского университета (в 1903 году), хирург по специальности.

## Биография
Худадат-бек Рафибеков родился в 1878 году в городе Елизаветполь, в семье видного азербайджанского просветителя Алекпер-бека Рафибекова, работавшего в 1889—1919 годах в Гяндже (возвращённое название города с мая 1918 года). Алекпер-бек Рафибеков оказывал материальную помощь одарённым детям бедняков в получении образования, был одним из инициаторов открытия турецкой школы в этом городе и пользовался среди гянджинцев исключительным уважением и авторитетом. Он скончался в 1919 году.
В 1903 году Худадат-бек Рафибеков окончил медицинский факультет Харьковского университета. Возвратившись в Елизаветполь, он не ограничился врачеванием, а вёл большую работу в области культуры. По инициативе Рафибекова было создано общество по изучению наследия классика персидской поэзии, также уроженца Гянджи, Низами Гянджеви. Рафибеков сам вёл исследовательскую работу, много писал. К примеру, известен его очерк о видном азербайджанском враче и публицисте Гасан-беке Агаеве в тифлисском ежегоднике «Кавказский календарь» за 1916 год.
С 17 июня 1918 года по 26 декабря 1918 года Худадат-бек Рафибеков занимал должность министра здравоохранения и социального обеспечения (министр здравия и призрения) в молодой Азербайджанской Демократической Республике, провозгласившей свою независимость в мае 1918 года в Гяндже. Принадлежал к партии «Мусават».
После того как в марте 1919 года правительство Фатали-хана Хойского подало в отставку, врач-хирург, бывший министр здравия и призрения Худадат-бек Рафибеков 6 мая того же года постановлением правительства был назначен Гянджинским губернатором.
28 апреля 1920 года в Баку вошла XI Красная Армия, свергнув власть АДР. Произошла советизация Азербайджана. Утром этого же дня Самед Ага Агамалы оглы из резиденции Азревкома сообщил по телефону в Гянджу, Казах, Тауз, Шемаху, Ленкорань и другие уезды о перевороте в Баку и установлении здесь Советской власти. Узнав о событиях в Баку, Гянджинский окружной комитет АКП(б) в тот же день организовал губернский ревком во главе с Фархадом Алиевым, предъявив губернатору ультиматум о сдаче власти. Вечером 29 апреля губернатор Худадат-бек Рафибеков подписал акт о сдаче власти Ревкому во всей Ганджинской губернии.
После подавления антисоветского восстания в Гяндже в мае 1920 года Рафибеков был арестован и 27 мая 1920 года расстрелян на острове Наргин (ныне — Бёюк-Зиря), расположенном к югу от Баку. Вместе с ним на острове было расстреляно 79 человек, среди которых Исмаил хан Зиятханов, генерал Усубов, генерал Гайтабашы, полковник Хан Нахичеванский, градоначальник города Баку Гуда Гудиев и др.

## Семья и потомки
Прошлое большого рода было связано с именем Рафи-бека. Рафи-бек был правнуком султана Османской Империи Мустафы III, а также приходился зятем Джавад-хану, был женат на Пусте-бегим От их брака родились сыновья Алекпер-бек и Гара-бек.
Худадат-бек Рафибеков — сын Алекпер-бека, был женат на Джавахир-ханум. Их дочь, Нигяр Рафибейли (1913—1981), стала известной поэтессой, её сын, внук Худадат-бека, Анар — видный азербайджанский писатель и общественный деятель. Среди других потомков Худадат-бека — Акиф Рафиев, заместитель министра внутренних дел Азербайджанской Республики с 1989 по 1991 год и заместитель министра юстиции Азербайджанской Республики с 1991 по 2001 год.